# Гаврило Атонски
Гаврило Атонски (рођ. Георгије; 8 (20) јануар 1849, Кијевска губернија - 19. октобар (1. новембар) 1901, село Новониколајевска (данас град Новоазовск), Таганрогски округ, Донска област) - православни подвижник, архимандрит, настојатељ Атонског Скита Пророка Илије.
Године 1994. канонизован је од стране Украјинске православне цркве (Московска патријаршија) за локално поштованог светитеља. 30. новембра 2017. године канонизован је од Руске православне цркве за општецрквено поштовање.

## Биографија
Рођен 8. јануара 1849. године у Кијевској губернији у сиромашној породици, на крштењу је добио име Ђорђе (Георгије). Са дванаест година остао је сироче. Образовање је стекао у сеоској школи.
Као младић ходочастио је по светим местима Кијевске губерније, испуњавајући завет дат током тешке болести. Утисци стечени током ходочашћа значајно су утицали на Георгијев религиозни поглед на свет и он се придружио братији Теофанивске испоснице, додељене кијевском Манастиру Светог Михаила, где је постао ученик игумана Бонифација (Виноградског).
Године 1867-1868 ходочастио је у Јерусалим, а затим на Атос, где је и остао, придруживши се братији скита светог Илије. Године 1869. примио је монашки постриг са именом Гаврило (у част архангела Гаврила).
У пролеће 1876. године постављен је за кућног помоћника на једрењаку „Свети пророк Илија“, који је припадао манастиру, који је редовно пловио од Атоса до Цариграда, Одесе, Мариупоља и неких других руских лука за материјално снабдевање манастира. Посаду су чинили монаси и искушеници, капетан је био јеромонах. Током руско-турског рата 1877-1878 био је са бродом у Таганрогу и Ростову на Дону. 1878. године, након склапања Санстефанског мира, вратио се у скит светог Илије на Атосу. У скиту је обављао дужност благајника и економа.
Године 1887. преузео је управу над Иљинским скитом након пресељења његовог бившег игумана јеросхимонаха Товија у Ахтирски манастир. Године 1891. уздигнут је у чин архимандрита од цариградског патријарха Јоакима III.
Активно је допринео унапређењу Илијског манастира. Успешно је решио имовински сукоб између манастира и киријаршијског манастира Пантократора, што је омогућило наставак ширења манастира, укључујући и оснивање саборног храма на његовој територији. За финансирање изградње, на захтев Гаврила, манастиру је дозвољено да прикупља милостињу широм Руског царства. Организација прикупљања средстава успостављена је 1893. године током архимандритовог путовања у Русију са светињама Иљинског манастира.
На иницијативу Гаврила, 1894-1896. године у Одеси је изграђен Илијев двор са троолтарском црквом у византијском стилу и великим смештајем за руске ходочаснике који су кренули на Атос и Јерусалим. Део камена за изградњу храма донео је архимандрит са Атоса на броду „Свети пророк Илија“. Храм су у децембру 1896. године заједно освештали Гаврило и архиепископ херсонски и одески Јустин (Охотин).
У 1894-1898, по налогу Гаврила, изграђена је зграда конака у Иљинском скиту; 1899. је почела изградња нове катедрале.
Године 1901. отишао је у Русију да посети салаше Иљинског манастира у Одеси, Таганрогу и село Новониколајевско. Средином октобра, током боравка у Новониколајевској, Гаврилово здравствено стање се нагло погоршало, а 19. октобра је умро. Тело је пренето у Одесу, где је 2. новембра сахрањено у крипти цркве Иљинског метохија.

## Канонизација и поштовање
22. јула 1994. године, по благослову митрополита одеског и измаилског Агатангела (Савина), свештенство Илијевског манастира у Одеси организовало је свечано погреб архимандрита Гаврила и пронашло његове мошти. Указом Светог синода УПЦ канонизован је, а у храму Иљинског метохија постављена је светиња са његовим моштима.
На седници 30. новембра 2017. године, Архијерејски Сабор Руске Православне Цркве благословио је општецрквено поштовање Светог Гаврила Атонског, уврштавајући његово име у месечник Руске Православне Цркве са успостављањем сећања на јул. 9. (22. јулa).